# 凯杰
凯杰生命科学（英語：QIAGEN N.V.）是一家成立于德国的生物技术公司，专攻分子诊断试剂的开发，1984年在北莱茵-威斯特法伦州希爾登成立。